# Pseudoalataspora beryxi
Pseudoalataspora beryxi is een microscopische parasiet uit de familie Alatasporidae. Pseudoalataspora beryxi werd in 1988 beschreven door Kovaljova & Gaevskaya. 